# Cartel de Santa Rosa de Lima
Le Cartel de Santa Rosa de Lima (abrégé CSRL) est un cartel mexicain d'étendue régionale principalement spécialisé dans le vol de carburant, activité connue au Mexique sous le nom de « huachicolero ». Il est dirigé par José Antonio « El Marro » Yépez Ortiz, jusqu'à son arrestation par les autorités le 2 août 2020, puis par Adán « El Azul » Ochoa,,.

## Histoire

### Origine
L'organisation a été fondée par un ancien policier, David « El Güero » Rogel Figueroa, en 2014. Son activité était principalement le vol de carburant. Il serait issu de la fusion de plusieurs groupes dans l'objectif de résister à l'arrivée du Cartel de Jalisco Nouvelle Génération (CJNG) dans l'État de Guanajuato en 2015 pour y pratiquer le vol de carburant. Le cartel tire son nom de la petite ville de Santa Rosa de Lima (5 000 habitants) située dans l'État de Guanajuato. José Antonio « El Marro » Yépez Ortiz, ancien membre du CJNG, est alors sous les ordres de Rogel Figueroa, avant de prendre le contrôle de l'organisation,,.

### Guerre avec le Cartel de Jalisco Nouvelle Génération
En octobre 2017, Yépez Ortiz, après avoir pris le pouvoir, déclare la guerre au cartel de Jalisco Nouvelle Génération. Selon la police, le cartel Santa Rosa de Lima a construit une base sociale qui, pendant des années, a rendu la communauté de la municipalité de Santa Rosa de Lima impénétrable. Pour contrer le CJNG il établit des alliances avec Los Viagras (Michoacán) et le cartel de Sinaloa,.
En janvier 2019, le CSRL déploie une « narcomanta » (banderole), près d'une raffinerie de Pemex à Salamanca, menaçant le président mexicain, Andrés Manuel López Obrador, et lui dictant de retirer les troupes présentes dans l'État, sous peine de « la mort d'innocents ». Mais le lendemain, El Marro déclare qu'il s'agirait d'une banderole écrite par ses rivaux du CJNG. Le procureur général du Mexique Alejandro Gertz Manero annonce ouvrir une enquête. En janvier et février 2019, des habitants Santa Rosa de Lima, payés par le cartel, s'opposent aux troupes et bloquent les routes, les repoussant,,.
Le gouvernement lance à partir de mars 2019 une opération visant à démanteler le CSRL, du nom d'opération Golpe de Timón, mobilisant 4000 hommes, dont des militaires du GAFES (forces spéciales) et du GAIN (Groupe d'Analyse des Informations sur le Narcotrafic). D'après un rapport datant du 3 mars 2020, l'opération aurait conduit à la capture de 413 membres du cartel, membres de la famille ou d'associés, dont 11 sont des membres principaux. De plus, durant cette même période d'un an, les autorités ont signalé la confiscation de 691 et 287 véhicules et 160 motocyclettes. Quant aux drogues confisquées au cartel, il s'agit de plus de 4000 doses de cocaïne, 36 000 de MDMA, 172 000 de cannabis et de psychotropes et d'héroïne. Aussi, les autorités utilisent des agents infiltrés, font pression sur les maires sympathisants du cartel et font du porte à porte, dans l'objectif de capturer El Marro. Le CSRL n'hésite pas à bloquer les routes avec des véhicules enflammés dans le but de barrer le passage aux forces de sécurité vers les lieux de siphonnage des oléoducs. Une perquisition est menée le 9 mars 2019 dans la maison de la belle-mère d'El Marro à Celaya. Des clichés montrant un changement d'apparence du leader sont trouvés (perte de poids, nez plus fin, suppression de la moustache). Une augmentation significative du nombre d'homicides a été notée depuis le début de l'opération (3477 décès entre mars 2018 et février 2019, et 3628 décès sur la même période un an plus tard),,,,,.
En janvier 2020, le « Grupo Élite » du CJNG tente d’assassiner El Marro alors qu'il assiste au mariage de sa sœur à Pelavacas. Il réussit à s'échapper, mais sa sœur, Karem Elizabeth Yépez Ortiz, est tuée par le CJNG. Fabian « La Vieja », est arrêté en Basse-Californie en février 2020, il est impliqué dans les vols d'hydrocarbures. Le même mois, Luis Angel « El Tortugo » Lara, homme de confiance d'El Marro, est aussi capturé. Plus tard, la femme d'El Marro est détenue par les autorités, mais est relâchée par absence de mandat d'arrêt. Le père d'El Marro, Rodolfo Yépez, est arrêté à Celaya au cours d'un contrôle aléatoire en mai 2020, présentant une fausse identité. Le même jour, les autorités capturent Armando « El Miclo », chef des sicaires du groupe et considéré comme le plus cruel de celui-ci. À la suite de ces opérations sécuritaires et de sa guerre contre le CJNG, le CSRL rencontre des difficultés à payer ses membres ou à soudoyer les autorités,.
| \| San Isidro de Elguera Guanajuato Santa Rosa de Lima Palavacas CERESO de Puentecillas \| Localisations de Santa Rosa de Lima, ville d'origine du cartel, de Palavacas lieu du meurtre de Karem Elizabeth Yépez Ortiz, une sœur d'El Marro, de San Isidro de Elguera lieu de capture de la mère, d'une sœur et d'une cousine d'El Marro en juin 2020 et du CERESO de Puentecillas, lieu de détention d'El Marro depuis le 3 août 2020. |
| San Isidro de Elguera Guanajuato Santa Rosa de Lima Palavacas CERESO de Puentecillas |

Le 19 juin 2020, le Centro Nacional de Inteligencia intercepte un appel passé par El Marro dans lequel il informe qu'il se rendra à l'anniversaire de sa fille, pendant le weekend du 20 et 21 juin. L'armée lance rapidement une opération visant sa capture. Ils désignent un ranch de la municipalité de Celaya, à San Isidro de Elguera, comme lieu probable de la fête et se rendent alors dans l'État de Guanajuato. Au cours du voyage, les forces de sécurité sont prises à partie par des jets de pierre. À la suite de l'opération, El Marro n'est pas capturé, mais sa mère, María Eva Ortíz, sa sœur, Juana, et sa cousine, Rosalba, sont arrêtées en possession de 2 000 000 $ (pesos) (88 000 dollars américains) qui seraient destinés à payer les partenaires du cartel et 1 kg de méthamphétamine. Il n'y avait en réalité aucune fête et sa fille n'était pas présente non plus. Sous l'effet de ces captures, plusieurs personnes participent à des blocages et incendient des voitures et des commerces. 26 d'entre eux sont arrêtés. Plus tard, El Marro diffuse une vidéo dans laquelle il fond en larmes, remercie ses alliés et jure de se venger si les membres de sa famille ne sont pas libérés,,. Dans les jours suivants, plusieurs séries d'incendies criminels, de blocages de routes, de tentatives d'attentats à la voiture-piégée, et des assassinats sont commis à Celaya, la mère d'El Marro est aussi rapidement libérée pour des raisons de procédures. Avec son arrestation, la moitié des chefs et lieutenants du cartel ont été arrêtés en un an. Le cartel est également soupçonné d'avoir commandité le massacre d'Irapuato du 1er juillet 2020 auprès d'un groupe criminel allié local.

### Arrestation d'El Marro et conséquences
Le 24 juillet 2020, l'un des principaux lieutenants, José Guadalupe, alias « El Mamey », est arrêté à Guanajuato. De plus, le 2 août 2020, le chef du cartel, José Antonio « El Marro » Yépez Ortiz est capturé par l'Armée mexicaine, dans le même État. Les 24 h qui suivent son arrestation sont marquées par les assassinats de 16 personnes dans l'État de Guanajuato (par exemple à Celaya ou à Apaseo el Alto), notamment accompagnés de messages réaffirmant la domination du CSRL. El Marro est alors détenu à Guanajuato par l'AIC (Agence d'Investigation Criminelle), une branche du Ministère public général de la République. Il est transféré des locaux du Ministère vers le CERESO (prison) de Puentecillas, Guanajuato, dans la nuit du 3 août 2020,,. Il affirme plus tard être victime de mauvais traitements, comment ne pas recevoir de médicaments pour son hypercholestérolémie, ou de voir toutes ses visites être refusées. Adrián Rivera López, juge du deuxième circuit de protection et des procès fédéraux, lui accorde en conséquence une annulation, qui le protège des violations présumées. La capture d'El Marro provoque une réorganisation du cartel, qui se reforme en des noyaux plus petits,.  
Le 4 octobre 2020, le Secrétaire à la Sécurité et à la Protection citoyenne du Mexique Alfonso Durazo Montaño annonce qu'à la suite de l'opération de capture d'El Marro, le CSRL était en train de se décomposer entre plusieurs plus petits groupes, qui s'affrontaient pour prendre le contrôle des restes du cartel et/ou de territoires où il était implanté. Cette annonce survient deux jours après une vague de 10 assassinats et de la découverte de corps humains démembrés à travers l’État de Guanajuato.  

### Succession d'El Marro
En septembre, Adán « El Azul » Ochoa prend la succession d'El Marro. Il lance une vague d'actions violentes dans le but d'envoyer un message à ceux qui tenteraient de rejoindre le cartel de Jalisco Nouvelle Génération. El Azul est aussi, d'après les autorités, le responsable de l'assassinat de Jesús Tinajero, membre du Mouvement de régénération nationale et candidat à la mairie de Jerécuaro. En outre, Juan Miguel Alcantara Soria, ancien procureur général de l'État de Guanajuato, avertit de la possibilité d'une alliance entre le CSRL et le cartel de Sinaloa et affirme que le trafic de drogues est en augmentation dans l'État. Le bureau du procureur général de l'État de Guanajuato arrête El Azul le 14 octobre 2020. Diego Sinhué Rodríguez Vallejo, gouverneur de Guanajuato, l'annonce sur Twitter. El Azul sera ensuite mis en examen par un juge fédéral pour crime organisé et transféré à la prison d'El Altiplano, dans l'État de Mexico, tandis qu'El Marro y est aussi emprisonné,,,,.  
Le 4 février 2021, une opération menée par les autorités des Etats de Guanajuato et Michoacán conduit à l'arrestation de Juan Refugio « El Barbas » N. « El Barbas », capturé dans l’État de Michoacán, était le chef des sicarios du cartel. Il est accusé de meurtre aggravé et de tentative de meurtre.  
D'après le renseignement mexicain, cité en février 2021 par les médias, le successeur d'Adán « El Azul » Ochoa à la tête du CSRL est un individu surnommé « El M1 ». Ce même individu est visé par le CJNG dans un message laissé sur un homme mort le 10 février à Celaya. Fernando « El Ranchero », un des leaders du CSRL, est arrêté à Celaya le 20 mai,.   
Le 21 mai 2021, le président mexicain Andrés Manuel López Obrador déclare qu'un juge a disculpé « El Marro » de crime contre fonctionnaires.   
Le 21 septembre 2022, une fusillade dans un bar de Tarimoro, Guanajuato entraîne la mort de 10 personnes. Le gouverneur de l'Etat de Guanajuato, Diego Sinhué Rodríguez Vallejo, déclare alors que ce massacre est le produit de luttes pour le contrôle du Cartel de Santa Rosa de Lima, le cartel ayant laissé sur les lieux plusieurs messages. D'après un rapport du renseignement, les armes utilisées durant le massacre auraient été remises par le Cartel de Sinaloa au Cartel de Santa Rosa de Lima,.   

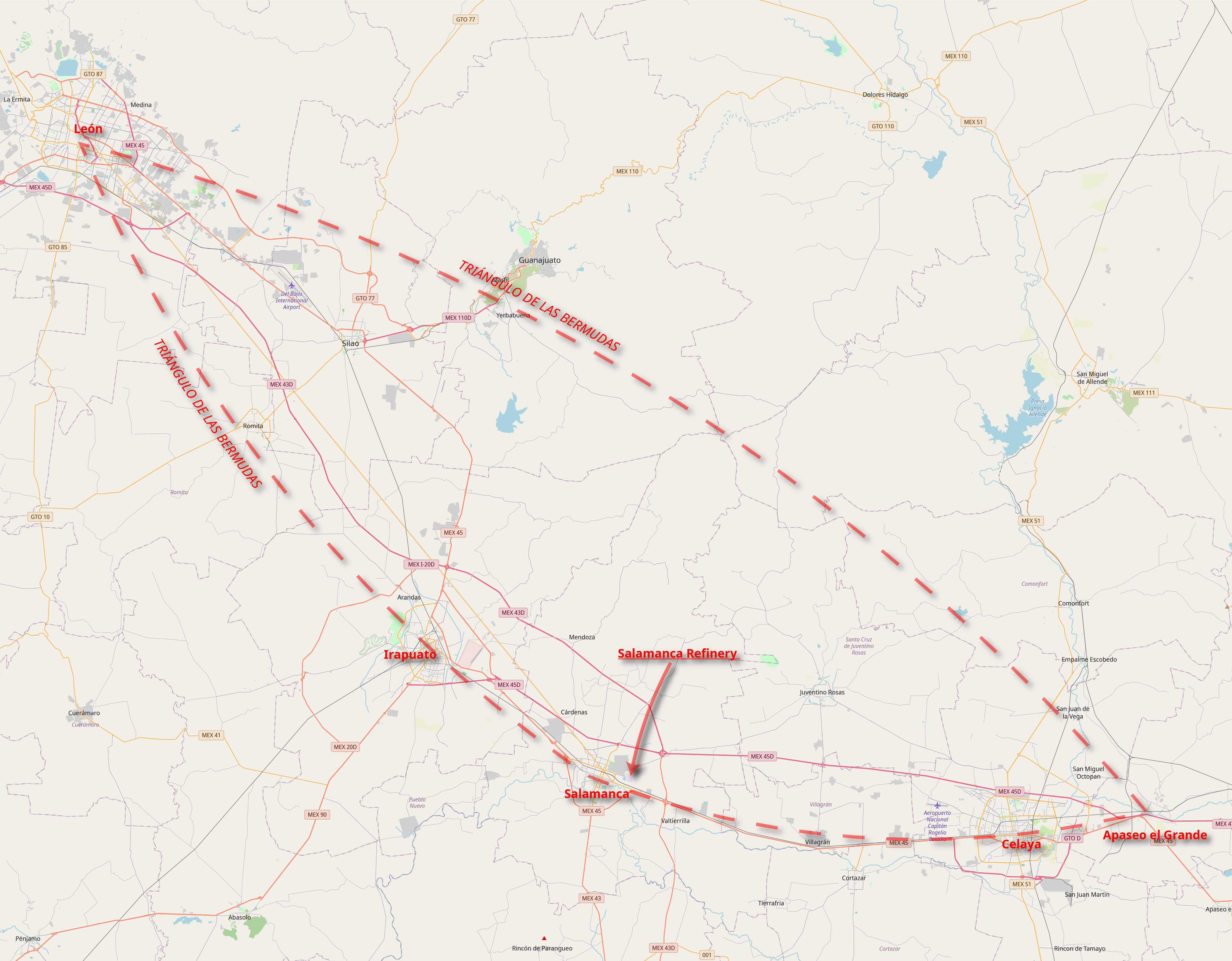
Carte montrant la principale zone d'opération du cartel : le « Triangle des Bermudes » à Guanajuato et l'emplacement de la raffinerie de Salamanca par laquelle partent de nombreux oléoducs siphonnés par le cartel.

### Conflit avec le Cartel de Sinaloa
Le 26 septembre 2022, apparaisent dans plusieurs villes de l'Etat de Guanajuato (Irapuato, Cuerámaro, Pueblo Nuevo, Celaya, Aspaseo el Alto, Apaseo el Grande, Salvatierra, Tarimoro et Acámbaro) des messages signés par le Cartel de Sinaloa. Ces messages annoncent une rupture entre le Cartel de Sinaloa et le Cartel de Santa Rosa de Lima, précédemment alliés. Le Cartel de Sinaloa dénonce notamment l'assasintat du fils du maire de Celaya, Guillermo Mendoza Suárez, le 17 août, affirmant qu'il aurait été commandé par Karem Elizabeth Yépez Ortiz, la sœur d'El Marro.

## Fonctionnement
Le cartel filme souvent les assassinats qu'il commet contre les membres du cartel de Jalisco Nouvelle Génération. Il est principalement composé de jeunes âgés de 20 à 35 ans originaires de Guanajuato, mais aussi de Jalisco et de Sinaloa. Le CSRL opère essentiellement dans le « Triangle des Bermudes », une région composée des villes de León, de Celaya, d'Irapuato, de Salamanca et d'Apaseo el Grande par laquelle traversent les oléoducs de Pemex. Le leader du cartel disposerait de 12 ranchs et domaines dans cette zone. Le CSRL volerait ainsi 1,5 million de litres de carburant par mois, entrainant une perte journalière de 15 900 000 $ (pesos) (669 000 dollars américains) à Pemex. Le carburant volé est vendu jusqu'à moitié prix à des particuliers et des entreprises. En outre, la composition locale de ses membres et son enracinement à la communauté serait une force du cartel dans sa guerre contre le CJNG. Cependant, le cartel ne disposerait pas d'emprise sur les autorités fédérales et les comptes d'El Marro seraient gelés,,,,.

## Membres connus
- David « El Güero » Rogel Figueroa : fondateur du cartel.
- José Antonio « El Marro » Yépez Ortiz : leader du cartel. Capturé par l'Armée mexicaine le 2 août 2020[18].
- Adán « El Azul » Ochoa : leader du cartel. Capturé le 14 octobre 2020[3].
- « El M1 » : leader du cartel[30].
- Fernando "El Ranchero" N : leader du cartel. Capturé le 20 mai 2021 à Celaya[31].
- Karem Elizabeth Yépez Ortiz : sœur d'El Marro, opératrice du CSRL dans Celaya. Tuée en janvier 2020 par le CJNG[5].
- Efraín et Raymundo Labrada : oncles d'El Marro, chargés des finances et du blanchiment d'argent[5].
- Armando « El Miclo » : chef des sicarios. Capturé en mai 2020[7].
- Santiago « El Bachicha » González Martínez : mari de Karem Elizabeth et membre important du cartel[5].
- Luis Angel « El Tortugo » Lara : homme de confiance d'El Marro. Capturé le 16 février 2020 à Celaya[7].
- Fabian « La Vieja » Lara Belman : impliqué dans les vols d'hydrocarbures. Capturé le 28 février 2020 en Base Californie[7].
- Juan Elías « El Metra » N : membre du cartel arrêté e 2019. Condamné à 120 ans de prison pour le meurtre de trois personnes, dont un mineur, à Salvatierra[40].
- Différents membres de la famille d'El Marro[5] :
  - Juan Manuel Anaya.
  - Artemio « El Temo » Espinoza.
  - Melchor Jamaica.
  - Eusebio « El Titis » Gutiérrez.
  - José Alejandro Jamaica.
  - Heriberto Aguilar.
  - José Serafín « El Guayabo » Lara.
  - Gilberto Lara.
  - Jonathan Prudencio Portillo.
  - Martín Reyes « El Wualo » : sicario du cartel et cousin d'El Marro. Tué le 2 décembre 2020 par le Cartel de Jalisco Nouvelle Génération[41].
- Armando « El Miclo » : chef des sicarios. Arrêté le 5 mars 2020[40].
- Noé « El Puma » Israel Belman : un chef du cartel. Capturé le 24 juin 2020 dans l’État de San Luis Potosí[42].
- Job « S » : capturé en juillet 2020 dans l'État de San Luis Potosí[43].
- José « El Mamey » Guadalupe : principal lieutenant d'El Marro. Arrêté le 24 juillet 2020[18].
- Mariela Josefina « La Chola » N : membre du cartel condamné à 40 ans de prison pour homicide. Capturée 2 août 2020 avec El Marro[40].
- Antonio « Dalugas » N : chef des sicarios. Capturé le 27 octobre 2020 à Celaya[44].
- Jesús « El Chinola » N : membre du cartel, possiblement impliqué dans l'assassinat de policiers. Capturé le 2 septembre 2020 à Celaya[45].
- José Alfredo « El Yeyo » N : membre du cartel, sous le contrôle d'El Azul. Capturé le 4 novembre 2020 dans l’État de Veracruz[46].
- Juan Refugio « El Barbas » N : chef des sicarios. Capturé le 4 février 2021[29].